# Кендрик Ламар
Ке́ндрик Лама́р Да́кворт (англ. Kendrick Lamar Duckworth; род. 17 июня 1987, Комптон, Лос-Анджелес, Калифорния, США) — американский рэпер, признанный одним из наиболее влиятельных представителей современного хип-хопа и одним из величайших исполнителей в истории жанра. Его творчество отличается техническим мастерством, сложной лирической структурой и глубоким социальным содержанием. В 2018 году Ламар стал первым музыкантом за пределами классической и джазовой музыки, удостоенным Пулитцеровской премии в области музыки.
Его карьера началась в школьные годы, когда он выступал под псевдонимом K.Dot. В 2005 году он подписал контракт с лейблом Top Dawg Entertainment (TDE), где впоследствии стал одним из основателей хип-хоп супергруппы Black Hippy. После успеха дебютного альбома Section.80 (2011), выполненного в жанре альтернативного рэпа, Ламар подписал совместное соглашение с Aftermath Entertainment и Interscope Records. Значительный прорыв произошёл после выпуска второго альбома Good Kid, M.A.A.D City (2012), вдохновлённого гангста-рэпом. Пластинка стала самым долгоиграющим хип-хоп релизом в истории чарта Billboard 200 и была названа журналом Rolling Stone величайшим концептуальным альбомом в истории.
Третий альбом Ламара, To Pimp a Butterfly (2015) объединил элементы хип-хопа с традиционными афроамериканскими жанрами, такими как джаз, фанк и соул. Альбом стал первым из пяти его работ, последовательно возглавивших Billboard 200, и получил высочайшие оценки музыкальных критиков, став одним из самых значимых релизов десятилетия.
В 2015 году Ламар впервые достиг первого места в хит-параде синглов Billboard Hot 100 благодаря участию в ремиксе песни Тейлор Свифт «Bad Blood». Его четвёртый альбом Damn (2017), сочетающий элементы ритм-н-блюза и поп-музыки, продолжил череду успехов, а сингл «Humble» стал вторым хитом, возглавившим Hot 100. В 2018 году Ламар выступил куратором саундтрека к фильму «Чёрная пантера», а песня «All the Stars» (совместно с SZA) была выдвинута на «Оскар» в номинации «Лучшая песня к фильму».
В 2022 году рэпер выпустил двойной альбом Mr. Morale & the Big Steppers, ознаменовавший завершение его сотрудничества с TDE и Aftermath Entertainment. Шестой альбом GNX (2024), выпущенный после публичной конфронтации с Дрейком, породил несколько хитов, включая «Like That», «Not Like Us» и «Squabble Up», каждый из которых достиг вершины Hot 100.
На протяжении карьеры Ламар удостоился множества наград, включая 22 премии «Грэмми», «Эмми», Brit Award и рекордные 37 наград BET Hip Hop Awards. Журнал Time включил его в список «100 самых влиятельных людей мира» в 2016 году. Концертные туры Damn Tour (2017—2018) и Big Steppers Tour (2022—2024), стали одними из самых кассовых в истории рэпа. Три его альбома вошли в обновлённый список «500 величайших альбомов всех времён» (2020) по версии Rolling Stone.
Помимо музыкальной деятельности, Ламар активно занимается кинопроизводством и креативными проектами. Вместе с давним партнёром Дэйвом Фри он основал компанию PGLang, которая специализируется на создании мультимедийного контента и продвижении новых талантов.

## Ранние годы
Ламар родился 17 июня 1987 года в Комптоне — печально известном пригороде Лос-Анджелеса, где процветали гангстерские войны и наркоторговля. Он был первенцем в семье бывшего участника уличных банд Кеннета (Кенни) Дакворта и парикмахера Полы Оливер. Его родители, афроамериканцы, переехали в Комптон в 1984 году из южной части Чикаго, спасаясь от прошлого, связанного с бандой Gangster Disciples. Имя Кендрик мальчик получил в честь Эдди Кендрикса, участника группы The Temptations. До семи лет Кендрик был единственным ребёнком в семье, и мать описывала его как замкнутого и одинокого ребёнка. Позже у него появились два младших брата и сестра. Среди его кузенов — баскетболист Ник Янг и рэпер Baby Keem.
Детство Ламара прошло в условиях крайней бедности. Семья жила в социальном жилье, зависела от государственной помощи и продуктовых талонов, а временами даже оставалась без крыши над головой. Несмотря на то, что сам Кендрик не состоял в бандах, он рос в окружении людей, связанных с группировкой Westside Pirus. Однако даже в таких тяжёлых условиях у него оставались светлые воспоминания, которые пробудили в нём любовь к музыке. Например, он тайком пробирался на вечеринки, которые устраивали его родители, погружаясь в атмосферу ритмов и мелодий. Хотя семья Ламара не была религиозной, он изредка посещал церковные службы и изучал Библию под руководством бабушки. Однако уже в детстве он чувствовал духовную неудовлетворённость, считая проповеди поверхностными и далёкими от реальности.
Впервые услышав запись своего голоса, Ламар заинтересовался рэпом. Его детство было наполнено событиями, которые оставили глубокий след в его сознании. В первый день беспорядков в Лос-Анджелесе в 1992 году он столкнулся с полицейской жестокостью. А в возрасте пяти лет стал свидетелем убийства: сидя у своего дома, он увидел, как подростка-наркодилера застрелили из проезжающей машины. Позже Ламар признался, что это событие сильно повлияло на него: «Это дало мне понять, что это не только то, на что я сейчас смотрю, но и к чему мне придётся вскоре привыкнуть». Родители называли его Мэн-Мэн из-за не по годам взрослого поведения, хотя сам Кендрик признавался, что это накладывало на него определённые ожидания: «Если я получал травму, от меня ждали, что я не буду плакать».
В школе Ламар был тихим и наблюдательным учеником. Несмотря на заикание, он хорошо учился и проявлял интерес к писательству. Его учительница в первом классе, заметив, как часто он использует сложное слово «дерзость» (англ. audacity) в сочинениях, поощрила его к творчеству. В седьмом классе, благодаря учителю английского языка Реджису Ингу, Кендрик открыл для себя поэзию. Учитель использовал её как инструмент для преодоления расовой напряжённости среди учеников. Через связь поэзии с хип-хопом Ламар начал изучать рифмы, метафоры и двойные смыслы, что вдохновило его на написание песен. «Ты можешь выплеснуть все свои чувства на бумагу, и они будут иметь смысл. Мне это нравилось», — вспоминал он. Вместо выполнения школьных заданий он заполнял тетради текстами песен. Его первые работы были полны обсценной лексики, но это помогало ему справляться с психологическими травмами и депрессией. Инг сыграл ключевую роль в его интеллектуальном развитии, часто критикуя его словарный запас и давая подсказки для усиления текстов.
Позже Ламар перешёл в Centennial High School. В десятом классе он был вынужден посещать летнюю школу, что вовлекло его в конфликты между бандами. Несмотря на попытки избежать этого, он всё глубже погружался в гангстерскую культуру Комптона, что приводило к опасным ситуациям и столкновениям с полицией. Однако благодаря вмешательству отца он смог отойти от этого образа жизни. В шестнадцать лет Ламар крестился и принял христианство после смерти друга. В 2005 году, окончив школу с отличными оценками, он рассматривал возможность изучения психологии и астрономии в колледже, однако к этому моменту уже вложил слишком много денег в производство музыки и не хотел её бросать.

## Карьера

### 2003—2009: Начало карьеры
В 2003 году, в возрасте 16 лет, Кендрик выпустил свой первый полноформатный проект, микстейп под названием Youngest Head Nigga in Charge (Hub City Threat: Minor of the Year), под псевдонимом K.Dot. Микстейп был выпущен под лейблом Konkrete Jungle Muzik и принес Кендрику местное признание. Микстейп привел к тому, что Кендрик заключил контракт на запись с Top Dawg Entertainment (TDE), недавно основанным независимым звукозаписывающим лейблом, базирующимся в Карсоне, Калифорния. Он начал записывать материал с лейблом и впоследствии выпустил микстейп из 26 треков два года спустя под названием Training Day (2005).
На протяжении 2006 и 2007 годов Кендрик выступал вместе с другими подающими надежды рэперами Западного побережья, такими как Jay Rock и Ya Boy, на разогреве у ветерана Западного побережья рэпера The Game. Под псевдонимом K.Dot Кендрик также фигурировал в песнях The Cypha и Cali Niggaz.
Получив соавторство от Lil Wayne, Кендрик выпустил свой третий микстейп в 2009 году под названием C4, который был сильно посвящен альбому Уэйна Tha Carter III. Вскоре после этого Кендрик решил больше не использовать сценический псевдоним K.Dot и предпочел использовать свое имя. Впоследствии он выпустил одноимённую расширенную пьесу в конце 2009 года. В том же году Кендрик вместе со своими коллегами по лейблу TDE Jay Rock, Ab-Soul и ScHoolboy Q сформировали хип-хоп супергруппу Black Hippy.

### 2010—2011:Overly DedicatedSection.80
В течение 2010 года Кендрик гастролировал с Tech N9ne и Jay Rock в рамках Independent Grind Tour. 14 сентября 2010 года он выпустил визуальные эффекты к «P&P 1.5», песне, взятой из его микстейпа Overly Dedicated, в котором участвовала Black Hippy. В тот же день Кендрик выпустил Overly Dedicated, предназначенный для цифровых ритейлеров, в рамках TDE, а позже, 23 сентября, выпустил его бесплатно онлайн. Проект преуспел достаточно хорошо, чтобы войти в американский чарт Billboard Top R&B/Hip-Hop Albums, где он достиг 72-й строчки.

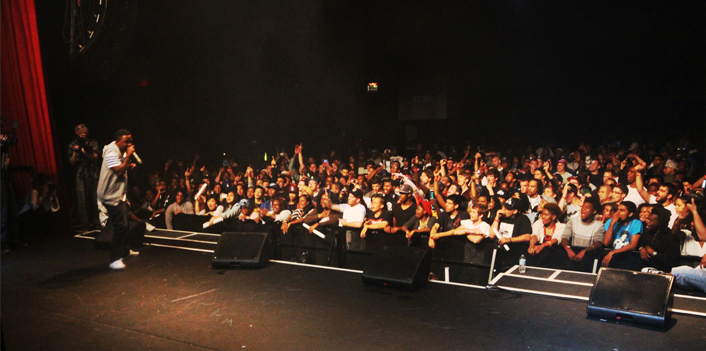
Кендрик Ламар выступал в Торонто в 2011 году

Микстейп включает песню под названием «Ignorance Is Bliss», в которой Кендрик подчеркивает гангста-рэп и уличную преступность, но заканчивает каждый куплет словами «Невежество — это благо», давая понять, что «мы не знаем, что делаем»; именно эта песня заставила хип-хоп продюсера Dr. Dre работать с Кендриком после просмотра музыкального клипа на YouTube. Это, а также разговор между Дре и J. Cole. J. Cole помог познакомить Кендрика с Dre, что привело к тому, что Кендрик работал с Dr. Dre и Snoop Dogg над часто откладываемым альбомом Dre Detox, а также появились слухи о подписании Кендриком контракта со звукозаписывающим лейблом Dr. Dre Aftermath Entertainment. В декабре 2010 года журнал Complex осветил Кендрика в выпуске их серии «Инди-вступление».
В начале 2011 года Кендрик был включен в ежегодный топ-10 хедлайнеров XXL и был показан на обложке вместе с другими подающими надежды рэперами Cyhi the Prynce, Meek Mill, Fred the Godson, Mac Miller, Yelawolf и Big K.R.I.T., Lil B и Diggy Simmons. 11 апреля 2011 года Кендрик объявил название своего следующего полноформатного проекта — Section.80, а на следующий день был выпущен первый сингл HiiiPoWeR, концепция которого заключалась в дальнейшем объяснении движения HiiiPoWeR. Песня была спродюсирована коллегой — американским рэпером J. Cole, что стало их первым из нескольких совместных работ.

На вопрос о том, будет ли его следующий проект альбомом или микстейпом, Кендрик ответил:
"Я в любом случае отношусь к каждому проекту как к альбому. От этого ничего не останется. Я никогда не делаю ничего подобного. Это мои оставшиеся песни, вы все можете их взять. Я собираюсь выложиться на все сто. Мои лучшие усилия. Я пытаюсь найти альбом в 2012 году".
 В июне 2011 года Кендрик выпустил Ronald Reagan Era (His Evils), вырезанную из Section.80, с участием лидера Wu-Tang Clan RZA. 2 июля 2011 года Кендрик выпустил Section.80, свой дебютный студийный альбом. В записи альбома приняли участие приглашенные музыканты GLC, Колин Манро, Schoolboy Q и Ab-Soul, а продюсированием занималась собственная продюсерская команда TDE Digi+Phonics, а также Wyldfyer, Террейс Мартин и J. Cole. Section.80 За первую неделю разошелся тиражом в 5300 цифровых копий без какого-либо телевизионного или радиорепортажа и получил в основном положительные отзывы.

В августе 2011 года, во время выступления на концерте в Западном Лос-Анджелесе, Кендрик был назван «Новым королем Западного побережья» Снуп Доггом, Dr. Dre и The Game. 24 августа 2011 года Кендрик выпустил музыкальное видео для Section.80 трек, ADHD. Режиссёром клипа выступил Вашти Кола, который так отозвался о клипе:
"Вдохновленный мрачным ритмом и меланхоличной лирикой "A.D.H.D", которые исследуют поколение в конфликте, мы находим Кендрика Ламара в видео, которое иллюстрирует универсальную и извечную тему песен апатичная молодежь. (...) Снято в Нью-Йорке во время изнуряющей июльской летней жары".
 В октябре 2011 года Кендрик появился вместе с другими американскими рэперами B.o.B, Tech N9ne, MGK и Big K.R.I.T. на церемонии вручения премии BET Hip Hop Awards. Также в октябре Кендрик стал партнером Windows Phone и совместно с продюсером Nosaj Thing написал оригинальную песню под названием Cloud 10 для продвижения нового продукта Microsoft. В течение 2011 года Кендрик появился на нескольких громких альбомах, включая The R.E.D. Album от The Game, All 6’s and 7’s от Tech N9ne, The Wonder Years от 9th Wonder и удостоенный премии Грэмми альбом Take Care канадского исполнителя Drake, в котором Кендрик выступил с сольным треком.

### 2012—2013:Good Kid, M.A.A.D City

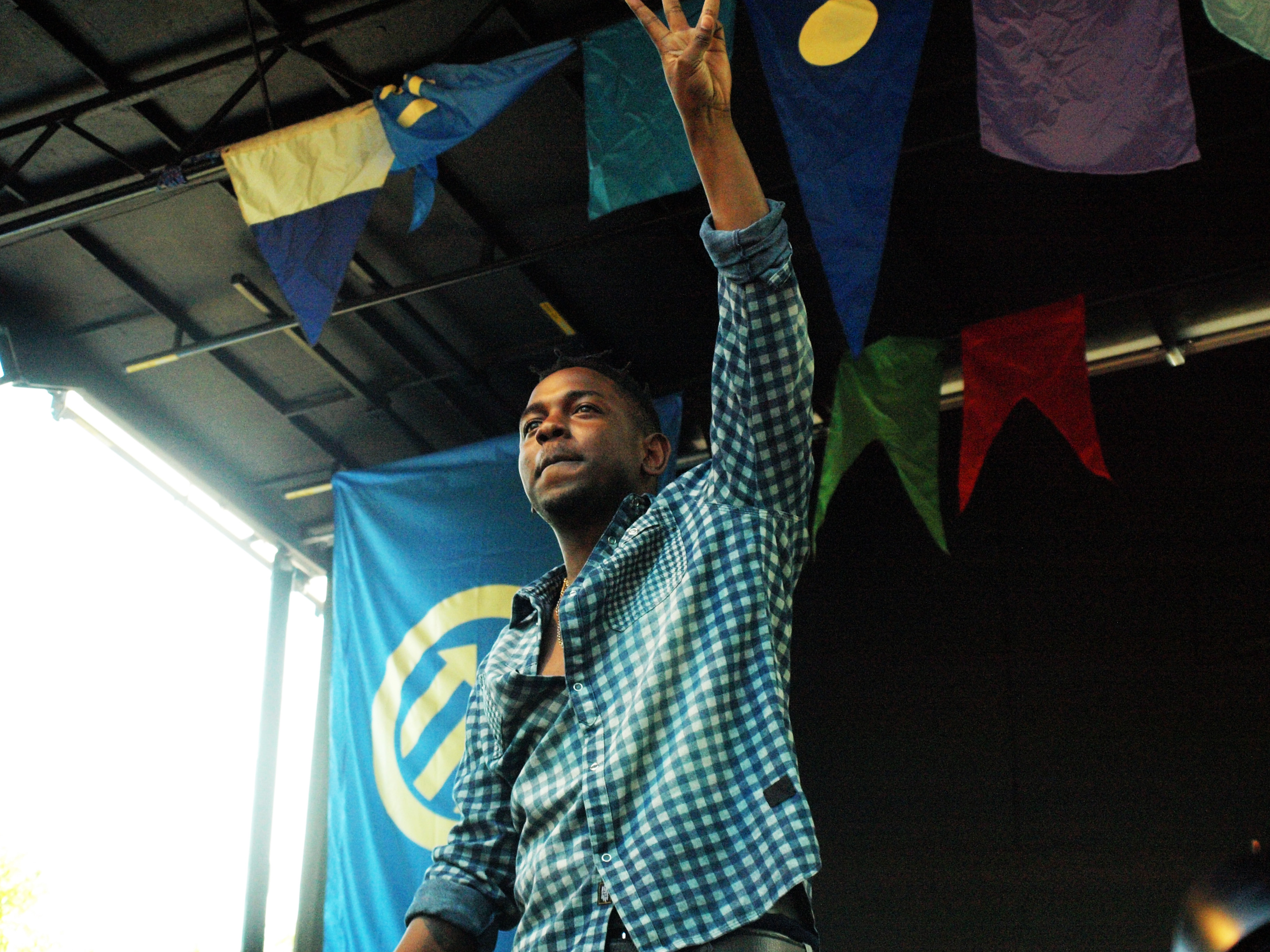
Кендрик Ламар выступает на музыкальном фестивале Pitchfork 2012

15 февраля 2012 года в Сеть просочилась песня Кендрика под названием «Cartoon and Cereal» с участием американского рэпера Gunplay. Позже Кендрик рассказал, что этот трек был для его дебютного студийного альбома на мейджор-лейбле и что у него были планы снять на него видео. Хотя позже песня заняла бы 2-е место в списке Complex «50 лучших песен 2012 года», в конечном счете она не появилась на дебютном альбоме Кендрика. В феврале 2012 года было объявлено, что The Fader пригласил Кендрика и рэпера из Детройта Дэнни Брауна появиться на обложке весеннего номера журнала Style. В феврале Кендрик также отправился в тур Дрейка Club Paradise Tour, открывшийся вместе с другими американскими рэперами ASAP Rocky и 2 Chainz.
В марте 2012 года MTV объявило, что Кендрик подписал контракт с Interscope Records и Aftermath Entertainment, что ознаменовало конец его карьеры независимого артиста. Согласно новому соглашению, проекты Кендрика, включая его альбом Good Kid, M.A.A.D City, будут совместно выпущены на лейблах TDE, Aftermath и Interscope. Также в марте Кендрик появился на Last Call с Карсоном Дэйли, где он рассказал о Dr. Dre и его родном городе Комптон, Калифорния. 2 апреля 2012 года состоялась премьера его коммерческого дебютного сингла The Recipe на канале Big Boy’s Neighbourhood at Power 106. Песня, которая стала первым синглом с Good Kid, M.A.A.D City, была выпущена для цифрового скачивания на следующий день. Песня была спродюсирована продюсером с Западного побережья Scoop DeVille и включает вокал его наставника Dr. Dre, который также смикшировал пластинку.

14 мая 2012 года J. Cole снова рассказал о своей совместной работе с Кендриком. В интервью Bootleg Kev Коул заявил:
"Я только на днях начал работать с Кендриком. Наконец-то мы снова влезли в это дело. У нас получилось, может быть, четыре или пять [песен] вместе".
 21 мая Кендрик дебютировал в 106 & Park вместе с Ace Hood, присоединившись к Birdman и Mack Maine на сцене, чтобы исполнить B Boyz. Кендрик также рассказал о своем стиле и звучании, Dr. Dre и Snoop Dogg, а также о своем предстоящем совместном альбоме с J. Cole. В тот же день Кендрик выпустил War Is My Love, оригинальную песню, написанную и записанную для видеоигры Tom Clancy's Ghost Recon: Future Soldier, для которой он появился в мини-рекламном ролике ранее в том же месяце.
31 июля 2012 года TDE, Aftermath и Interscope выпустили Swimming Pools (Drank) в качестве ведущего сингла с дебютного альбома Кендрика. Премьера клипа на песню, снятого режиссёром Джеромом Ди, состоялась 3 августа 2012 года на канале 106 & Park. Песня достигла 17-й строчки в Billboard Hot 100 на тринадцатой неделе постепенного подъёма в чарте. 15 августа 2012 года певица Леди Гага объявила через Twitter, что оба записали песню под названием PartyNauseous для его дебютного альбома. Однако Гага в последний момент отказалась от участия, сославшись на то, что это было связано с артистическими разногласиями и не имело никакого отношения к Кендрику. 17 августа 2012 года Кендрик выпустил песню под названием Westside, Right on Time с участием южного рэпера Young Jeezy. Песня была выпущена в рамках «Недели признательности Top Dawg Entertainment Fam». В течение 2012 года Кендрик также гастролировал с остальными участниками Black Hippy и рэпером MMG, Stalley в рамках тура BET Music Matters Tour.

Дебют Кендрика на мейджор-лейбле, Good kid, M.A.A.D City, был выпущен 22 октября 2012 года. Альбом дебютировал на втором месте в США, продав 242 100 копий за первую неделю. Позже в том же году Fuse TV включил сингл Кендрика Backseat Freestyle в число 40 лучших песен 2012 года. Через несколько месяцев альбом получил золотой сертификат Американской ассоциации звукозаписывающей индустрии (RIAA). HipHopDX назвал Кендрика «Ведущим года» за его награды по итогам 2012 года. В ноябре, после того, как J. Cole опубликовал фотографии, на которых он и Кендрик работают в студии, последний сообщил, что они все ещё работают над проектом, но точная дата выхода совместного альбома не была названа:
"Мы собираемся выбросить это из головы. Я не хочу назначать дату. Я просто собираюсь оставить все как есть"
 в интервью LA Leakers.

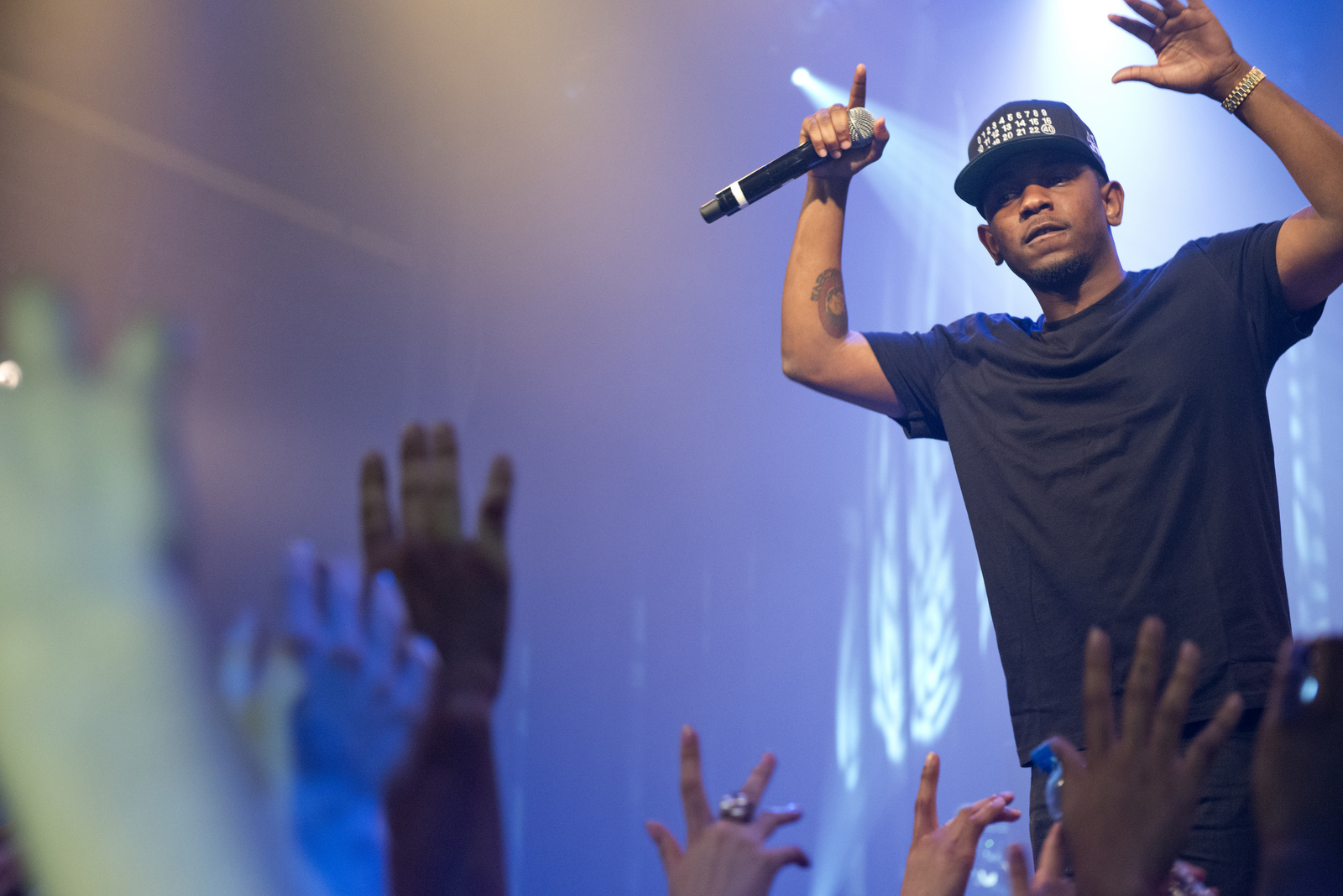
Кендрик Ламар выступал в 2013 году

26 января 2013 года Кендрик исполнила первые синглы с альбома Swimming Pools (Drank) и Poetic Justice в скетч-комедийном и варьете-шоу NBC Saturday Night Live. В том же эпизоде Кендрик также появился вместе с приглашенным ведущим Адамом Левином и комедийной группой The Lonely Island в цифровом короткометражном выпуске SNL, который породил сингл YOLO. 22 февраля 2013 года Кендрик выпустила клип на песню Poetic Justice, снятую Джанет Джексон в сотрудничестве с канадским рэпером Дрейком. 26 февраля Кендрик исполнил Poetic Justice на Late Show with David Letterman. Всего через девять месяцев после своего релиза Good Kid, M.A.A.D City получил платиновый сертификат RIAA, первый платиновый сертификат Кендрика.
В августе 2013 года куплет Кендрика на трек Big Sean Control произвел фурор в хип-хоп индустрии. В куплете Кендрик клянется лирически «убить» всех других перспективных рэперов, а именно J. Cole, Big K.R.I.T., Wale, Pusha T, Meek Mill, ASAP Rocky, Drake, Big Sean, Jay Electronica, Tyler, The Creator и Mac Miller. Во время исполнения песни Кендрик также называет себя «Королем Нью-Йорка», что вызвало споры среди нескольких нью-йоркских рэперов. Многие нью-йоркские рэперы, в том числе Papoose, The Mad Rapper, Mickey Factz, JR Writer, Mysonne, Joell Ortiz и многие другие, обиделись на это. Кроме того, другие американские рэперы, такие как Meek Mill, Lupe Fiasco, Cassidy, Joe Budden, King L, Bizarre и B.o.B, среди многих других, выпустили трек-ответ или дисс в течение недели. За несколько дней после выхода трека количество подписчиков в Twitter Кендрика увеличилось на 510 %.
6 сентября 2013 года американский исполнитель звукозаписи и продюсер Канье Уэст объявил, что он будет хедлайнером своего первого за пять лет сольного тура в поддержку своего шестого альбома Yeezus (2013), а Кендрик будет сопровождать его в туре. The Yeezus Tour начался в октябре. В октябре также стало известно, что Кендрик войдет в восьмой студийный альбом Eminem The Marshall Mathers LP 2. 15 октября 2013 года Кендрик получил пять наград на BET Hip Hop Awards, в том числе Альбом года и автор текстов года (последнюю из которых он также выиграл годом ранее). На церемонии награждения Кендрик исполнил Money Trees, а также был на трэке Cypher вместе со своими лучшими коллегами по лейблу Dawg Jay Rock, Schoolboy Q, Isaiah Rashad и Ab-Soul. В интервью XXL в октябре 2013 года Кендрик рассказал, что после тура Yeezus он приступит к работе над своим следующим альбомом.

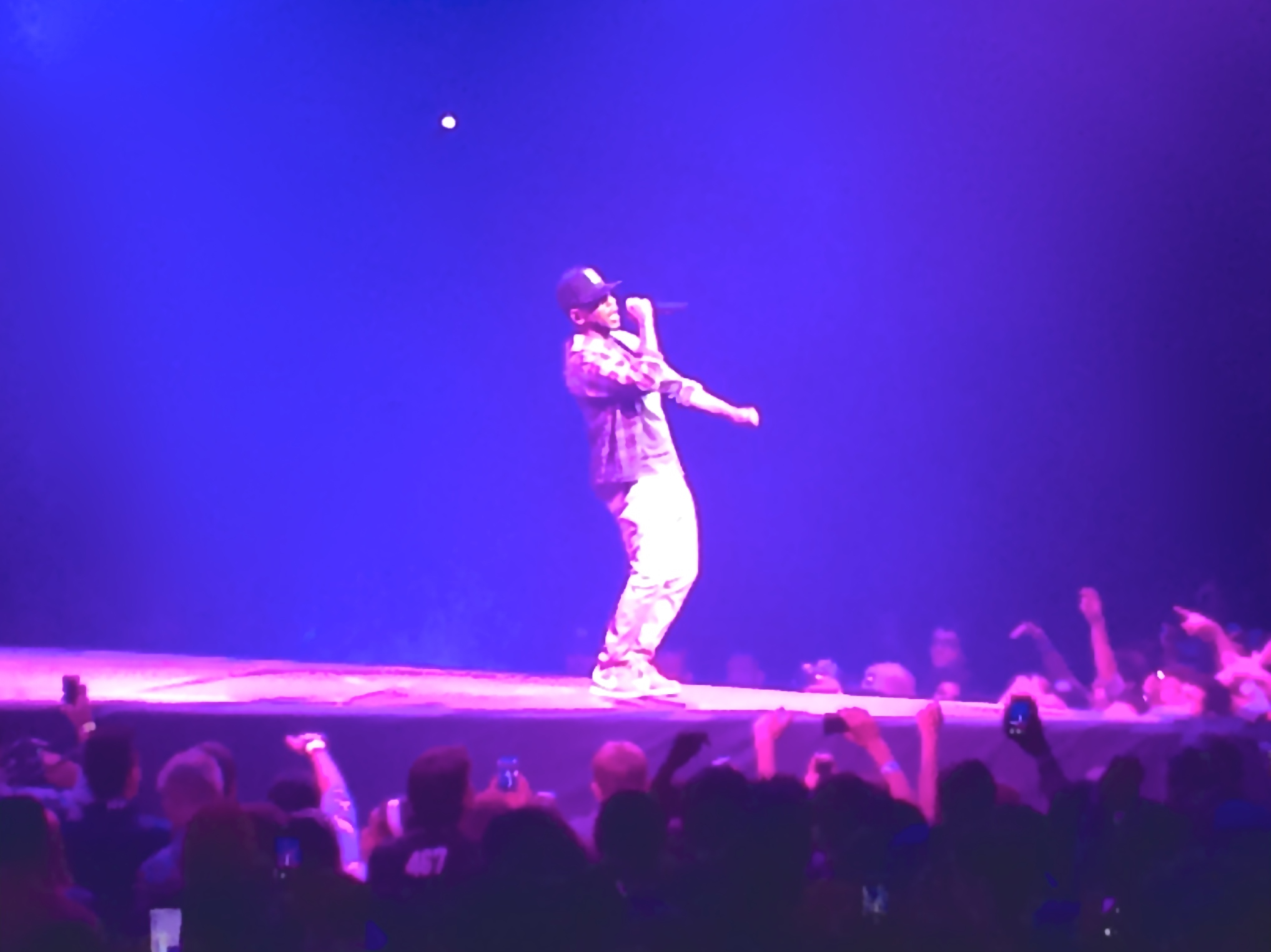
Кендрик Ламар исполняет Money Trees во время тура Yeezus

В ноябре 2013 года он был назван GQ «Рэпером года» и был показан на обложке номера журнала «Мужчины года». Во время интервью он заявил, что приступит к записи своего второго студийного альбома на мейджор-лейбле в январе 2014 года. После выхода номера генеральный директор TDE Энтони «Top Dawg» Тиффит отстранил Кендрика от выступления на вечеринке GQ, которая сопровождала выпуск, назвав профиль писателя Стива Марша «расовым подтекстом». Главный редактор GQ Джим Нельсон отреагировал следующим заявлением: 
"Кендрик Ламар - один из самых талантливых новых музыкантов, появившихся на сцене за последние годы. Вот почему мы решили отпраздновать его, написали невероятно позитивную статью, объявив его следующим королем рэпа, и оказали ему нашу высшую честь: поместили его на обложку нашего номера "Мужчины года". Я не уверен, как вы можете превратить это в нечто плохое, и я призываю всех, кому интересно, прочитать эту историю и убедиться в этом сами ".
Кендрик получил в общей сложности семь номинаций на Грэмми на 56-й ежегодной церемонии вручения премии Грэмми (2014), включая «Лучший новый исполнитель», «Альбом года» и «Лучшая рэп-песня», но не победил ни в одной категории. Многие издания сочли, что Академия звукозаписи пренебрежительно отнеслась к Кендрику, а также к рэперу из Сиэтла Macklemore, который выиграл в номинации «Лучший рэп-альбом», на которую Кендрик также был номинирован. На церемонии Кендрик исполнил M.A.A.D City и ремикс на Radioactive в миксе с американской рок-группой Imagine Dragons на церемонии награждения. Ремикс был снова исполнен Кендриком и группой 1 февраля 2014 года во время эфира Saturday Night Live, ознаменовав второе появление Кендрика на шоу.

### 2014—2016:To Pimp a ButterflyиUntitled Unmastered

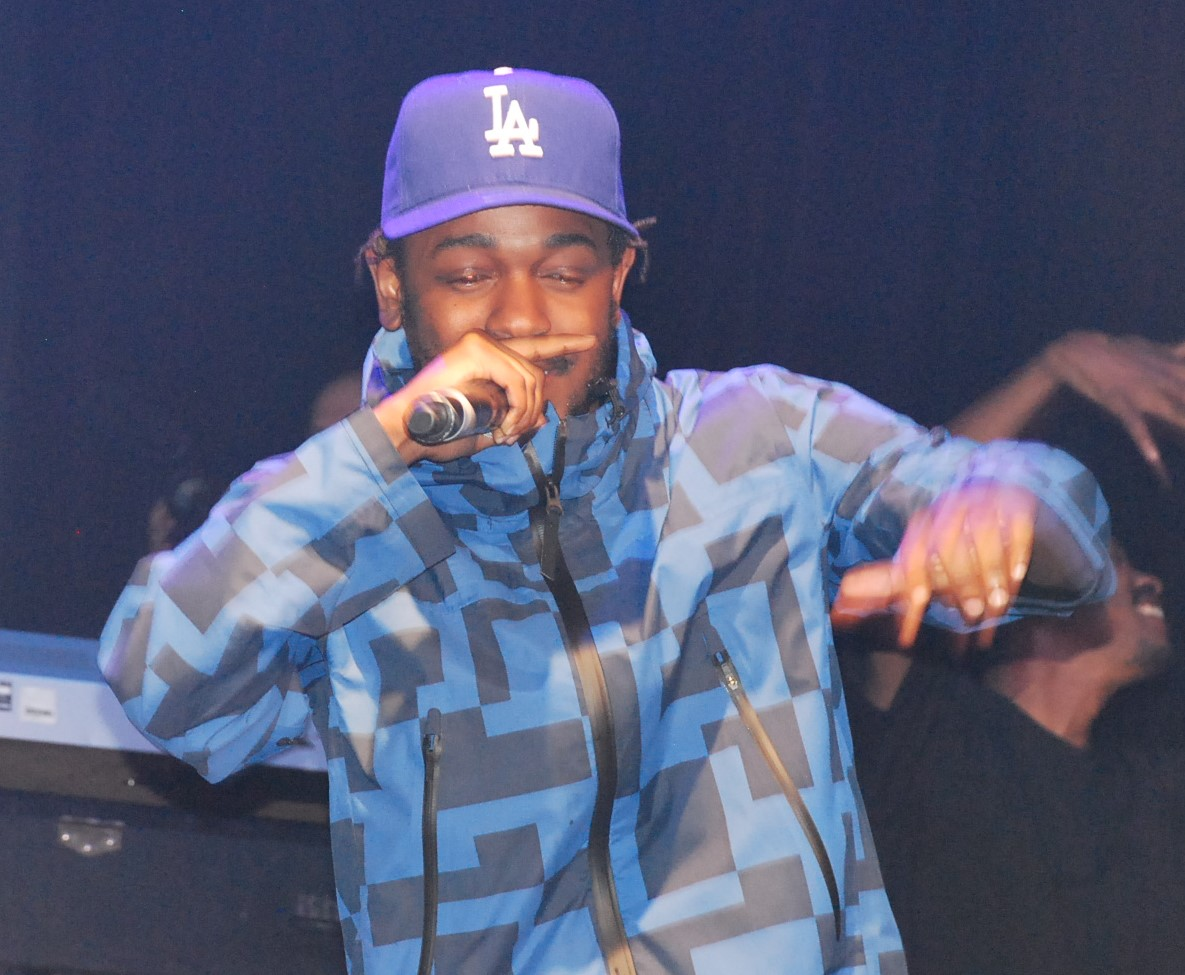
Кендрик Ламар в Hollywood Palladium во время концерта перед Грэмми в 2015 году

В интервью Billboard в феврале 2014 года Кендрик заявил, что планирует выпустить новый альбом в сентябре следующего года. Во время того же интервью, в котором также приняли участие Schoolboy Q, Tiffith и Dave Free, было объявлено о возможности появления дебютного альбома Black Hippy Collective в 2014 году. 31 июля 2014 года было объявлено, что Кендрик проведет премьеру своего короткометражного фильма Good kid, m.A.A.d city на инаугурационном фестивале Sundance NEXT Fest в Лос-Анджелесе 9 августа. Фильм снят режиссёром Калилом Джозефом Good kid, m.A.A.d city, который ранее работал с Кендриком в туре Yeezus. Кендрик исполнил песню Алиши Киз It’s On Again, которая была написана для фильма Новый Человек-паук: Высокое напряжение (2014).
23 сентября 2014 года Кендрик выпустил i в качестве первого сингла со своего третьего альбома. 15 ноября 2014 года Кендрик вновь появился в Saturday Night Live в качестве музыкального гостя, где он исполнил i и Pay for It, появившись вместе с Jay Rock. Своим внешним видом, с затемненными контактными линзами и частично распущенными косами, Кендрик отдал дань уважения нью-йоркскому рэперу Method Man, чей дебютный альбом Tical в тот день отпраздновал свое 20-летие. 17 декабря 2014 года Кендрик дебютировал с новой песней без названия в одном из заключительных эпизодов The Colbert Report. В начале 2015 года Кендрик получил награду за лучшее рэп-исполнение и лучшую рэп-песню за свою песню i на 57-й ежегодной премии «Грэмми». 9 февраля 2015 года он выпустил второй сингл со своего третьего альбома под названием The Blacker the Berry. Первоначально ожидавшийся релиз 23 марта 2015 года, его новый альбом To Pimp a Butterfly был выпущен на неделю раньше, 16 марта 2015 года, и получил восторженные отзывы. Альбом дебютировал на вершине американского чарта Billboard 200, разошедшись тиражом 324 000 копий за первую неделю, и установил мировой рекорд потоковой передачи Spotify за первый день (9,6 миллиона). Позже Кендрик был показан на обложке журнала Rolling Stone, а редактор Джош Иллс написал, что он «возможно, самый талантливый рэпер своего поколения».

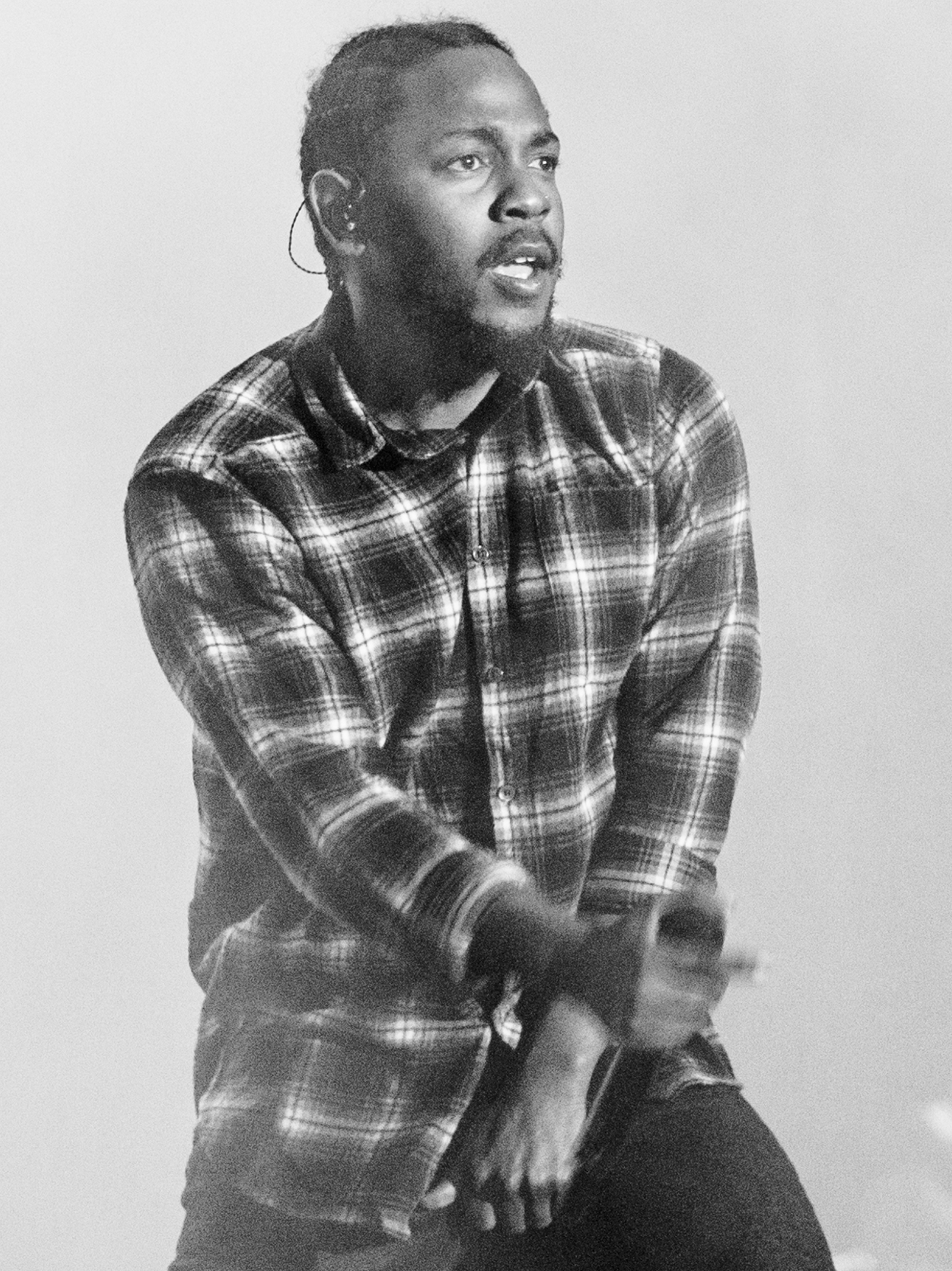
Кендрик Ламар в 2016 году выступал на Международном фестивале в Беникасиме

17 мая 2015 года Кендрик появился в официальном ремиксе на песню американской певицы и автора песен Тейлор Свифт Bad Blood, а также снялся в музыкальном видео. Оригинальная песня вошла в пятый студийный альбом Свифт 1989. Сингл занял первое место в Billboard Hot 100, а музыкальное видео принесло им премию Грэмми за лучшее музыкальное видео и музыкальную премию MTV Video Music Award за видео года. To Pimp a Butterfly выпустили ещё три сингла с сопровождающими их музыкальными видеоклипами: King Kunta, Alright и These Walls. Клип на песню Alright получил четыре номинации на MTV Video Music Awards 2015, включая «Видео года» и «Лучшее мужское видео». Песня For Free? (Interlude) также был показан музыкальный клип, как и u с песней For Sale в рамках короткометражного фильма God Is Gangsta. В октябре 2015 года Кендрик анонсировал тур Kunta’s Groove Sessions, который включал восемь концертов в восьми городах. В начале 2016 года Канье Уэст выпустил трек No More Parties in L.A. на своем официальном SoundCloud, созданный совместно с Кендриком и спродюсированный Уэстом и Madlib. Кендрик также исполнил новую песню Untitled 2 на The Tonight Show Starring Jimmy Fallon в январе.

Критики Billboard прокомментировали в конце года:
"Двадцать лет назад сознательная рэп-запись не проникла бы в мейнстрим так, как это сделал Кендрик Ламар с To Pimp A Butterfly. Его чувство времени безупречно. В разгар безудержных случаев полицейской жестокости и расовой напряженности по всей Америке он извергает грубые, агрессивные такты, возможно, не скрывая этого"
, в то время как редакторы Pitchfork отметили, что это
"заставило критиков глубоко задуматься о музыке. Это альбом величайшего рэпера своего поколения".
 Продюсер Тони Висконти заявил, что на альбом Дэвида Боуи Blackstar (2016) повлияло творчество Кендрика:
"Мы много слушали Кендрика Ламара [...] нам понравился тот факт, что Кендрик был таким непредубежденным, и он не записал прямолинейную хип-хоп пластинку. Он вложил в это все, и это именно то, что мы хотели сделать".
Висконти также сказал это о Кендрике, говоря о «нарушителях правил» в музыке.
"Его альбом 'To Pimp A Butterfly' нарушил все правила в книге, и его альбом занял первое место в чартах. Можно было бы подумать, что некоторые лейблы извлекли бы из этого урок. Но они берут кого-то, кто находится там, и говорят: "Это то, чего хотят люди". Нет, люди хотят этого в течение одной недели. Ты же не хочешь слушать одну и ту же песню каждый божий день своей жизни".

Кендрик получил пять премий Грэмми на 58-й церемонии, включая Лучший рэп-альбом за To Pimp a Butterfly. Другие номинации включали Альбом года и песню года. На церемонии Кендрик исполнил попурри из The Blacker the Berry и Alright. Rolling Stone и Billboard назвали это лучшим моментом вечера, причем последний написал:
"Это было, без сомнения, одно из лучших телевизионных выступлений в прямом эфире в истории".
4 марта 2016 года Кендрик выпустил сборник без Untitled Unmastered, содержащий восемь треков без названия, каждый датированный. Треки были незаконченными дэмо-записями с альбома To Pimp a Butterfly. Альбом-сборник дебютировал на вершине американского Billboard 200.

### 2017—2018:DAMN., саундтрек кЧерной пантереи перерыв

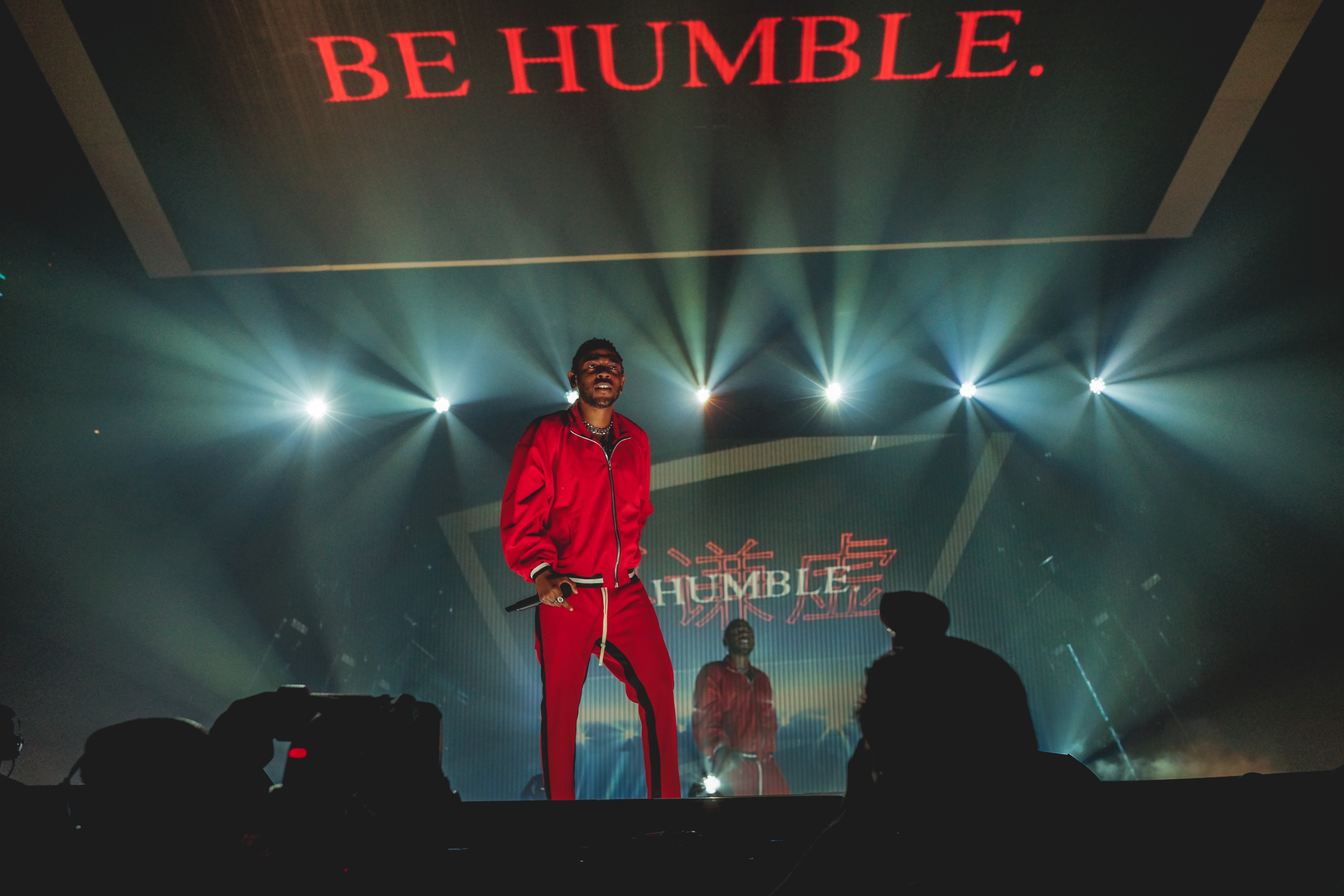
Кендрик Ламар в The Damn Tour в 2017 году

23 марта 2017 года Кендрик выпустил промо-сингл The Heart Part 4. Неделю спустя Кендрик выпустил ведущий сингл под названием Humble, сопровождаемый музыкальным видео на него. 7 апреля 2017 года его четвёртый студийный альбом стал доступен для предварительного заказа и был подтвержден к выпуску 14 апреля 2017 года. 11 апреля Кендрик анонсировал название альбома Damn (стилизованное под DAMN.), а также список треков, в котором подтвердили гостевые выступления Рианны, Zacari и U2. Альбом был выпущен 14 апреля 2017 года и получил восторженные отзывы, а автор Rolling Stone описал его как сочетание «старой школы и нового уровня». Это был его третий альбом под номером один в чарте Billboard 200, а сингл Humble стал его первым номером один в качестве ведущего сингла в Billboard Hot 100. 4 мая 2017 года DAMN. был сертифицирован Американской ассоциацией звукозаписывающей индустрии (RIAA) как платиновый. Кендрик позже выпустил DAMN. COLLECTORS EDITION в середине декабря 2017 года, с трек-листом оригинального альбома в обратном порядке.
Вместе с Tiffith Кендрик спродюсировал и выступил куратором саундтрека к фильму о супергероях Marvel Studios Черная пантера (2018) под названием Black Panther: The Album. Сингл из саундтрека All the Stars был выпущен в январе 2018 года с участием певици SZA, и он принес ему номинацию на премию Оскар за лучшую оригинальную песню. Вскоре после этого Jay Rock выпустил ещё один трек под названием King’s Dead с участием Кендрика, Future и Джеймса Блейка. Третий сингл, Pray For Me, Кендрика и The Weeknd, был выпущен в феврале 2018 года, в преддверии выхода альбома в том же месяце. Black Panther: The Album был выпущен 9 февраля 2018 года.
В январе 2018 года истек срок действия контракта Кендрика на публикацию песен с Warner Chappell Music; TDE требовала от 20 до 40 миллионов долларов за каталог рэпера. Кендрик открыл 60-ю ежегодную премию Грэмми попурри из песен XXX, Lust, DNA, Humble, King’s Dead и New Freezer рэпера Rich the Kid. Он также был номинирован на семь наград, включая «Альбом года» и «Лучший рэп-альбом», а также «Запись года», «Лучшее рэп-исполнение», «Лучшая рэп-песня» и «Лучшее музыкальное видео» за Humble и «Лучшее исполнение в рэп-исполнении» за Loyalty с Рианной. В конечном счете Кендрик получил пять наград на церемонии: за лучший рэп-альбом, лучшее рэп-исполнение, лучшую рэп-песню, лучшее музыкальное видео и лучшее рэп/спетое исполнение. После саундтрека к «Черной пантере» Кендрик не выпускал собственную музыку в течение четырёх лет.

### 2020-настоящее время: PGLang иMr. Morale & The Big Steppers
5 марта 2020 года Кендрик и Dave Free запустили PGLang, который был описан как многоязычная сервисная компания, ориентированная на художников. В пресс-релизе Free утверждал, что компания
"не является звукозаписывающим лейблом, киностудией или издательством. Это что-то новенькое. В это сверхстимулированное время мы сосредоточены на культивировании самовыражения на основе партнерских отношений на низовом уровне".
 В анонсе также фигурировало «визуальное заявление о миссии», четырёхминутный короткометражный фильм с участием Кендрика, Baby Keem, Jorja Smith и Yara Shahidi.
20 августа 2021 года Кендрик объявил в своем блоге, что он находится в середине продюсирования своего последнего альбома под TDE. Неделю спустя он появился на сингле Baby Keem Family Ties с его дебютного студийного альбома The Melodic Blue. Песня стала первым синглом Кендрика, выпущенным за три года, и получила награду за лучшее рэп-исполнение на 64-й ежегодной премии Грэмми. Кендрика также несколько раз появлялся на The Melodic Blue, на треках Range Brothers и Vent. 12 ноября Кендрик совершил свое ответное выступление, став хедлайнером первого вечера Day N Vegas.
13 февраля 2022 года Кендрик стал хедлайнером шоу Super Bowl LVI halftime show вместе с Dr. Dre, Snoop Dogg, Eminem, 50 Cent и Mary J. Blige, которое принесло ему премию Primetime Emmy Award for Outstanding Variety Special (Live). 8 мая он выпустил промо-сингл The Heart Part 5. Пятый студийный альбом Кендрика, Mr. Morale & The Big Steppers, был выпущен 13 мая. В преддверии его выхода он посетил Гану, чтобы снять мини-документальный фильм для Spotify. Он также пригласил музыкальных руководителей и других ганских артистов, таких как Stonebwoy, Amaarae, Black Sherif и Smallgod, и встретился с ними во время частной вечеринки по прослушиванию альбома в Аккре. В июне он выступил на показе мужской коллекции Louis Vuitton Весна/лето 2023 в честь их покойного художественного руководителя Вирджила Абло в Лувре во время Недели моды в Париже. Позже он стал хедлайнером заключительного вечера фестиваля в Гластонбери.
9 сентября 2024 года стало известно, что Кендрик Ламар выступит на «Супербоуле» в 2025 году. Игра состоялась 9 февраля на стадионе Caesars Superdome в Новом Орлеане.

## Артистизм

### Влияния
Кендрик называет Тупака Шакура своим самым большим влиянием, отмечая, что он повлиял на его музыку и повседневную жизнь. Он заявил, что Шакур, The Notorious B.I.G., Jay-Z, Nas и Эминем входят в пятерку его любимых рэперов. В интервью журналу Rolling Stone в 2011 году Кендрик упомянул Mos Def и Snoop Dogg как рэперов, которых он слушал и которые оказали влияние в ранние годы. Он также назвал DMX человеком, который "действительно [заставил меня начать] заниматься музыкой. «Тот первый альбом [It’s Dark and Hell Is Hot] — классический, [так что он оказал на меня влияние]». Далее он добавил, что Eazy-E также повлиял на него, сказав: «Меня бы здесь сегодня не было, если бы не Eazy-E.»

В интервью в сентябре 2012 года Кендрик заявил, что Эминем «во многом повлиял на мой стиль», и приписал ему его собственную агрессию на таких записях, как Backseat Freestyle. Кендрик также отдал должное работе Lil Wayne в Hot Boys за то, что она повлияла на его стиль, и похвалил его долговечность. Он сказал, что также вырос, слушая Rakim, Dr. Dre и Tha Dogg Pound. В январе 2013 года, когда Кендрика попросили назвать трех рэперов, которые сыграли определённую роль в его стиле, он сказал:
Вероятно, это скорее влияние западного побережья. Немного Курупта, [Тупак], с небольшим количеством содержимого Ice Cube.
 В интервью GQ в ноябре 2013 года, когда его спросили, кто из четырёх ведущих, которые сделали его, он ответил, что Шакур, Dr. Dre, Snoop Dogg и Mobb Deep, а именно Prodigy. Кендрик признался, что находился под влиянием джазового трубача Майлза Дэвиса и Parliament-Funkadelic во время записи To Pimp a Butterfly.

### Музыкальный стиль и техника исполнения
Музыкальный стиль Кендрика известен как «анти-яркий, интерьерный и сложный». Его творчество обычно классифицируется как прогрессивный рэп из-за его вклада в расширение аудитории жанра, чтобы охватить основных слушателей. Он заявил в интервью, что «Вы действительно не можете классифицировать мою музыку, это человеческая музыка». Дебютный студийный альбом Кендрика Section.80 был отнесен к категории сознательного хип-хопа. На его второй альбом Good Kid, M.A.A.D City, оказали сильное влияние хип-хоп Западного побережья и гангста-рэп 1990-х. Его следующие три альбома, To Pimp a Butterfly, DAMN. и Mr. Morale & the Big Steppers, классифицируются как записи сознательного хип-хопа; To Pimp a Butterfly включает элементы джаза, соула, фанка и разговорной поэзии, DAMN. опирается на R&B, поп и психоделические влияния соула, а также Mr. Morale & the Big Steppers используют минималистичное производство.
The New York Times назвал Кендрика техничным рэпером, «гибкий и ловкий» поток переключается с производных на генеративные показатели, включая внутренние и многосложные схемы рифмовки. Он также известен своей «готовностью экспериментировать со своим голосом», часто используя интонации для передачи сложных эмоций и рассказывания историй через нескольких персонажей. Тирхака Лав из MTV пишет, что, расширяя свой вокальный диапазон, Кендрик «обращается к родословной, которая проходит через основополагающие работы Джеймса Брауна в 60-х; психоделические 70-е; потную фантасмагорию Принса в 80-х; и гангста-рэп в 90-х. В каждую из этих эпох художники растягивали человеческий голос, чтобы побудить слушателей задуматься о силах, обитающих в наших телах, ожидающих звука, который вызовет их к жизни».

### Написание песен
Интроспективное и исповедальное написание песен Кендриком часто основано на его личной жизни. The New Yorker назвал его «мастером повествования», а Billboard назвал его лиризм «шекспировским». Pitchfork считает Кендрика «дружелюбным к радио, но откровенно политическим рэпером». Его работы часто содержат политические и социальные комментарии, сосредоточенные вокруг афроамериканской жизни и культуры, исследующие темы расизма, расширения прав и возможностей чернокожих и социальной несправедливости. Газета The Guardian сравнила это с State of the Union. Джейкоб Уитти из American Songwriter отмечает:
Ламар не только музыкант, автор текстов и ведущий, но и драматург, романист, автор коротких рассказов. Он литературен в рамках такого вида искусства, как музыка.
Все студийные альбомы Кендрика были классифицированы как концептуальные альбомы. Section.80 посвящен поколению Y и посвящен смежным темам, таким как эпидемия крэка в 1980-х годах, толерантность к лекарствам и президентство Рональда Рейгана. Good Kid, M.A.A.D City — это нелинейное повествование, повествующее о суровых подростковых переживаниях Кендрика в его родном Комптоне. To Pimp a Butterfly сочетает в себе политические и личные темы, такие как расовое неравенство, депрессия и институциональная дискриминация, чтобы задокументировать опыт чернокожих американцев. DAMN. исследует двойственность человеческой природы и углубляется в темы морали и духовности. Mr. Morale & The Big Steppers подробно описывает терапевтический опыт Кендрика и исследует личные темы, такие как детство и травмы поколений, ответственность и поклонение знаменитостям.

## Противоречия

### Текст песни
Песня Кендрика The Blacker the Berry 2015 года вызвала споры после строк:
"Так почему я плакал, когда Трейвон Мартин был на улице, когда групповуха заставила меня убить ниггера чернее меня? Лицемер!"
 Некоторые фанаты восприняли эту реплику как то, что Кендрик осуждает чернокожее сообщество. Позже Кендрик объяснил мотивацию текста в интервью NPR, сказав:
"Это не я указываю на свое сообщество; это я указываю на себя, я не говорю об этих вещах, если я их не пережил, и я причинил боль людям в своей жизни. Это то, о чем мне все еще приходится думать, когда я сплю по ночам".
В то время как песня Кендрика 2022 года Auntie Diaries была встречена похвалами критиков и слушателей-трансгендеров, песня также была встречена жесткой критикой из-за эпизоотического использования Кендриком слова «педик», а также из-за того, что он назвал своего родственника-трансгендера мертвым и неправильно оценил его, чтобы выразить свой собственный личностный рост из-за непонимания детства.

### Распри
В августе 2013 года Кендрик был показан в песне Control рэпера Big Sean. В своем стихе Кендрик вызвал нескольких рэперов, сказав им, что собирается «убить» своего конкурента. Куплет собрал отклики и дисс-треки от таких исполнителей, как Joe Budden, Papoose, Meek Mill, Diddy, Lupe Fiasco и B.o.B. Rolling Stone назвал сингл «одной из самых важных хип-хоп песен последнего десятилетия».

Сообщалось, что Кендрик враждует с Дрейком. Complex назвал их отношения «сложными», Genius назвал это «подсознательной войной», а GQ назвал это «холодной войной» из-за массовой популярности обоих артистов. До куплета Кендрика Control он был показан в Buried Alive Interlude Дрейка, Дрейк был показан в сингле Кендрика Poetic Justice, и оба были представлены в песне A$AP Rocky Fuckin' Problems. Дрейк отреагировал на куплет Кендрика Control в интервью Billboard, сказав:
"Я прекрасно знаю, что Кендрик вовсе не 'убивает' меня, ни на какой платформе".

В сентябре 2013 года вышел третий альбом Дрейка Nothing Was the Same. Такие редакции, как Complex, предположили, что Дрейк подсознательно оскорбил Кендрика в песне The Language. В интервью Pitchfork днем позже Дрейк выразил неодобрение Control, сказав, что он не впечатлен им, и добавил:
"Имейте в виду, это будет продолжаться – Complex, и рэп-радар выдаст это за куплет тысячелетия и все такое дерьмо или что-то в этом роде".
 Позже Дрейк сказал, что его единственным конкурентом был Канье Уэст, после того как его спросили о том, что Кендрик сказал, что он «убивает» своего конкурента. Кендрик ещё больше обострил напряженность на церемонии вручения премии BET Hip-Hop Awards 2013, когда он упомянул Дрейка во время выступления, сказав:
"Да, и ничего не изменилось с тех пор, как они отказались от "Control" / И засунули чувствительного рэпера обратно в его пижаму".
Stereogum отметил, что Кендрик ссылался на третий студийный альбом Дрейка Nothing was the Same, а также на то, что СМИ назвали Дрейка чрезмерно чувствительным.
В декабре 2013 года Дрейк, давая интервью Vice, сказал, что он «стоял на своем», и он должен понять, что «меня заманивают, и я не собираюсь поддаваться», затем отказался отрицать, что реплика на The Languag была адресована Кендрику, сказав, что он «не хочет чтобы попасть в ответы». Позже Дрейк сказал, что он признал, что строки в Cypher Кендрика были для него, и что ему было недостаточно подготовить ответ, прежде чем сказать, что они не виделись со времен BET. Сообщается, что каждый рэпер произнес ещё несколько подсознательных реплик: четыре Кендрика в песнях Pay For It, King Kunta, Darkside/Gone и Deep Water и две Дрейка в песнях Used To и 4PM In Calabasas.
В июне 2016 года бывший игрок NFL и ведущий телешоу Марселлус Уайли утверждал, что в его шоу на ESPN Дрейк и Кендрик дали интервью, в котором они начали «шуметь» и утверждали, что у них были проблемы с другим человеком. Интервью в конечном итоге не вышло в эфир, и Уайли сказал, что оно было «уничтожено». Уайли сказал, что интервью привело бы к эскалации вражды, о которой сообщалось, и стало бы официальным, если бы дисс-треки были направлены против другой стороны. После почти годичного перерыва в музыке Кендрик выпустил The Heart Part 4. Высказывалось предположение, что реплика Кендрика «Раз, два, три, четыре, пять / Я величайший рэпер на свете» была ответом на реплику Дрейка «Я знаю, что сказал „пятерка лучших“, но я второй / И я не второй, и у меня есть один» на песня Gyalchester. Кендрик продолжил оскорблять рэперов, у которых есть авторы-призраки, в интервью Rolling Stone в августе 2015 года. Высказывалось предположение, что оскорбление было направлено в адрес Дрейка, который стал свидетелем споров из-за использования «ghostwriters» в таких песнях, как R.I.C.O..
В 2024 году конфликт между двумя рэперами резко обострился. 26 марта 2024 года вышел трек Like That рэпера Future с Ламаром в качестве приглашенного артиста, в некоторых строчках которого содержались уколы в сторону Дрейка. В ответ на это заявление 19 апреля того же года рэпер выпустил дисс-трек на Кендрика Push Ups, всячески высмеивающий рэпера, в частности, размер его обуви и большой процент с доходов, уходящий его лейблу. Уже 30 апреля Ламар дал ответ в виде дисс-трека euphoria. В нём рэпер раскритиковал использование Дрейком, наполовину белым мужчиной, специфичных для чёрного сообщества слов, имитацию им чужих акцентов, а также другие аспекты его личности и творчества.
Этот обмен достиг кульминации 3 мая 2024 года. В этот день Дрейк выпустил трек Family Matters, в котором раскрыл, что Кендрик якобы бил свою девушку и платил своему агентству, чтобы это дело замяли, и что сын Ламара на самом деле не от него. Всего через 10 минут после релиза Family Matters рэпер дал ответ в виде meet the grahams. В этом диссе Ламар выдвинул против Дрейка серьёзные обвинения: он заявил, что рэпер якобы держит у себя в близком кругу и на работе на лейбле секс-преступников и педофилов, а также имеет ещё одного тайного ребёнка (до этого уже был случай, когда рэпер несколько лет скрывал от мира тот факт, что он отец).
Кендрик также враждовал с рэперами из Дэтройта и бывшим коллегой Big Sean. После выхода трека Big Sean Control в августе 2013 года, где Кендрик вызывает Big Sean на дуэль и заявляет, что собирается «убить» его, Sean ответил похвалой, сказав: «Хорошо, вот к чему нужно вернуться, нужно вернуться к хип-хопу, к этой культуре.» В январе 2015 года Big Sean позже выступил на Control, сказав, что песня была «негативной», а месяц спустя выпустил Me, Myself, and I. В октябре 2016 года Big Sean выпустил No More Interviews со снимками, направленными на Кендрика.

## Дискография
Студийные альбомы
- Section.80 (2011)
- Good Kid, M.A.A.D City (2012)
- To Pimp a Butterfly (2015)
- Damn (2017)
- Mr. Morale & The Big Steppers (2022)
- GNX (2024)